# كيم كيرشن
كيم كيرشن (بالفرنسية: Kim Kirchen) مواليد 3 يوليو 1978 في لوكسمبورغ، هو دراج لوكسمبورغي سابق في صنف سباق الدراجات على الطريق. سبق أن شارك في دورة الألعاب الأولمبية الصيفية.

## سباقات أو مراحل فاز بها
- طواف فرنسا
- طواف سويسرا

## روابط خارجية
- كيم كيرشن على موقع الاتحاد الدولي للدراجات (الإنجليزية)
- كيم كيرشن على موقع أرشيف الدراجات (الإنجليزية)
- كيم كيرشن على موقع إحصائيات الدراجات الإحترافية (الإنجليزية)
- كيم كيرشن على موقع نسبة الدراجات (الإنجليزية)
- كيم كيرشن على موقع CycleBase (الإنجليزية)
- كيم كيرشن على موقع اللجنة الأولمبية الدولية (الإنجليزية)
- كيم كيرشن على موقع أوليمبيديا (الإنجليزية)

Palmares at CylingBase (French) نسخة محفوظة 21 فبراير 2007 على موقع واي باك مشين.